# アンソニー・ゲール
アンソニー・ゲール（Anthony Gale、1782年9月17日 - 1843年）は、アメリカ海兵隊の軍人。最終階級は中佐。第4代海兵隊総司令官を務めた。
海兵隊総司令官在職中に当時の海軍長官であったスミス・トンプソンと対立し、酒に酔った勢いで殴ったため、1820年10月16日付けで懲戒免職になった。
このため、歴代海兵隊総司令官のうち、ゲールただ一人だけ公開された肖像がない。